# Andrea Hewitt
Andrea Hewitt MNZM (* 4. April 1982 in Christchurch; verheiratete Andrea Hansen) ist eine ehemalige neuseeländische Triathletin. Sie ist dreifache Olympiastarterin (2008, 2012 und 2016) und war Dritte bei der Weltmeisterschaft auf der Kurzdistanz (2009) und Langdistanz (2014).

## Werdegang
Von klein auf als Schwimmerin erfolgreich, stieg Andrea Hewitt erst Anfang 2005, also mit 22 Jahren, auf Triathlon um, gewann aber auf Anhieb Bronze in der neuseeländischen U23-Staatsmeisterschaft und wurde sogleich in die neuseeländische Nationalmannschaft aufgenommen.

### 2005 Weltmeisterin Triathlon U23
Im Herbst 2005, nach gerade einem halben Jahr im Triathlon-Sport, holte sich Hewitt in Gamagori den Weltmeisterschaftstitel in der U23-Klasse. 2006 setzte sie ihre Erfolgssträhne fort, jetzt aber nur mehr in der Elite-Klasse, so wurde sie beim ersten Weltcup-Bewerb ihres Lebens in Mooloolaba gleich Dritte. Ein Jahr später gewann sie in Kitzbühel ihren ersten Weltcup und 2008 nahm sie in Peking an den Olympischen Spielen teil und wurde Achte.
2009 nahm Hewitt an sieben von acht Bewerben der Weltmeisterschaftsserie teil und konnte nach einem misslungenen Start in Korea durchwegs Spitzenplätze erkämpfen. In Madrid gewann sie Gold, in Kitzbühel Bronze und in Yokohama Silber. Insgesamt wurde Hewitt somit Dritte in der Weltmeisterschaft und zählte, auch nach fünf Jahren im Triathlon, weiterhin zur absoluten Weltspitze.
Bis einschließlich 2010 trat Hewitt in Frankreich – zusammen mit Anja Dittmer, Hollie Avil und Vickie Holland – bei der französischen Clubmeisterschaftsserie als ausländische Verstärkung für den nordfranzösischen Triathlon-Verein Beauvais Triathlon, der nur über drei französische Elite-Triathletinnen verfügt: Charlotte Morel (Boulouris), Delphine Py (Montpellier) und Delphine Pelletier (Saint Laurent du Var).
2009 erkämpfte Hewitt bei den Triathlons in Dünkirchen (24. Mai 2009: 3.), Beauvais (14. Juni 2009: 1.) und dem großen Finale in La Baule (26. September 2009: 3.) für Beauvais den Sieg, in Tours (19. Juli 2009) und Paris (30. August 2009) war sie nicht am Start. Auch die französische Club-Meisterschaft (Coupe de France des Clubs) in Gruissan gewann Beauvais am 3. Oktober 2009 in der bekannten Besetzung mit Hewitt, Dittmer, Avil, Pelletier und Morel.

### Ozeanische Triathlon-Meisterin 2010
Auch 2010 konnte Beauvais Triathlon den Sieg in der Clubmeisterschaftsserie davontragen – zum letzten Mal vor dem Boykott 2011. In Dünkirchen und Tourangeaux gewann Hewitt Gold, beim Großen Finale in La Baule Silber. In Beauvais und Paris trat Hewitt nicht an. Der Verein verdankt also auch seinen Lyonnaise-Sieg 2010 fast ausschließlich den Legionärinnen Hollie Avil, Anja Dittmer und Vickie Holland. In La Baule waren erst gar keine französischen Triathletinnen für Beauvais am Start, nachdem Charlotte Morel verletzungsbedingt gar nicht als reguläre Club-Triathletin gemeldet worden war und auch ausschied.
Von 2007 bis 2010 nahm Hewitt an 15 französischen Clubmeisterschafts-Triathlons teil und gewann sieben Gold-, drei Silber- und drei Bronzemedaillen. Hewitt dominierte somit den französischen Triathlon über Jahre hindurch. Bei den Olympischen Sommerspielen 2012 in London belegte Hewitt den sechsten Rang.

### Weltmeisterschaft Triathlon-Langdistanz 2014
Im September 2014 startete sie erstmals auf der Triathlon-Langdistanz und wurde in China Dritte bei der Weltmeisterschaft.
Andrea Hewitt qualifizierte sich für einen Startplatz bei den Olympischen Sommerspielen 2016 und sie ging am 20. August in Rio de Janeiro für Neuseeland an den Start – zusammen mit Tony Dodds, Ryan Sissons und Nicky Samuels. Sie belegte als beste Neuseeländerin den siebten Rang. Im September belegte sie mit dem 17. Rang im letzten Rennen der Saison den sechsten Rang in der Jahreswertung der ITU-Weltmeisterschaft auf der Triathlon-Kurzdistanz.
Seit 2022 tritt sie nicht mehr international in Erscheinung.

### Persönliches
Andrea Hewitt schloss an der Canterbury University in Neuseeland ein Wirtschaftsstudium (Bachelor of Commerce and Economics) ab.
Andrea Hewitt lebte mit ihrem Trainer und Lebenspartner, dem französischen Triathleten Laurent Vidal, bis zu dessen Tod im April 2014 von Mai bis Dezember in Sète am Mittelmeer und verbrachte die verbleibenden vier Monate im heimatlichen Christchurch.
Auch Hewitts Schwestern sind erfolgreiche Sportlerinnen: Tina, die ältere, gewann den neuseeländischen Staatsmeistertitel in „Surf Life Saving“ und Sara vertrat Neuseeland im Wasserpolo.
Seit ihrer Hochzeit 2022 startet sie als Andrea Hansen.

## Sportliche Erfolge
| Datum/Jahr    | Rang | Wettbewerb                                   | Austragungsort | Zeit        | Bemerkung                                                                                |
| ------------- | ---- | -------------------------------------------- | -------------- | ----------- | ---------------------------------------------------------------------------------------- |
| 14. März 2020 | 4    | ITU Triathlon World Cup                      | Mooloolaba     | 00:58:13    | hinter Vicky Holland                                                                     |
| 29. Feb. 2020 | 2    | OTU Sprint Triathlon Oceania Cup             | Devonport      | 01:02:20    | hinter Ainsley Thorpe                                                                    |
| 10. Nov. 2019 | 1    | ITU Triathlon World Cup                      | Santo Domingo  | 01:34:35    | 5 statt 10 km Laufen                                                                     |
| 27. Juli 2018 | 7    | ITU World Championship Series 2018           | Edmonton       | 00:57:38    |                                                                                          |
| 25. März 2018 | 9    | ITU Triathlon World Cup                      | New Plymouth   | 01:04:07    |                                                                                          |
| 15. Juli 2017 | 3    | ITU World Championship Series 2017           | Montreal       | 01:59:48    |                                                                                          |
| 15. Juli 2017 | 6    | ITU World Championship Series 2017           | Hamburg        | 00:59:52    | [ 5 ]                                                                                    |
| 8. Apr. 2017  | 1    | ITU World Championship Series 2017           | Gold Coast     | 00:58:03    |                                                                                          |
| 3. März 2017  | 1    | ITU World Championship Series 2017           | Abu Dhabi      | 02:03:46    | erstes Rennen der Saison                                                                 |
| 18. Sep. 2016 | 17   | ITU World Championship Series 2016           | Cozumel        | 02:01:46    | sechster Rang bei der Weltmeisterschaft Triathlon Kurzdistanz                            |
| 20. Aug. 2016 | 7    | Olympische Sommerspiele 2016                 | Rio de Janeiro | 01:58:15    | als beste Neuseeländerin                                                                 |
| 27. Juli 2016 | 1    | Triathlon EDF Alpe d’Huez                    | Alpe d’Huez    | 02:01:10    | Siegerin auf der Kurdistanz                                                              |
| 3. Juli 2016  | 2    | ITU World Championship Series 2016           | Stockholm      | 02:03:58    |                                                                                          |
| 9. Apr. 2016  | 3    | ITU World Championship Series 2016           | Gold Coast     | 01:56:45    |                                                                                          |
| 3. Apr. 2016  | 2    | ITU Triathlon World Cup                      | New Plymouth   | 00:59:13    |                                                                                          |
| 22. Aug. 2015 | 3    | ITU World Championship Series 2015           | Stockholm      | 02:01:26    |                                                                                          |
| 11. Apr. 2015 | 4    | ITU World Championship Series 2015           | Gold Coast     | 01:59:00    |                                                                                          |
| 29. März 2015 | 3    | ITU World Championship Series 2015           | Auckland       | 02:10:58    | im zweiten Rennen der Saison                                                             |
| 30. Aug. 2014 | 2    | ITU World Championship Series 2014           | Edmonton       | 02:00:21    | Grand Final                                                                              |
| 23. Aug. 2014 | 2    | ITU World Championship Series 2014           | Stockholm      | 01:03:04    | auf der Sprintdistanz                                                                    |
| 24. Juli 2014 | 4    | Commonwealth Games 2014                      | Glasgow        | 01:59:25    |                                                                                          |
| 6. Juli 2014  | 1    | T3 Triathlon                                 | Düsseldorf     | 00:59:21    | Sprintdistanz (0,75 km Schwimmen, 20 km Radfahren und 5 km Laufen)                       |
| 31. Mai 2014  | 6    | ITU World Championship Series 2014           | London         | 00:55:39    | auf der Sprintdistanz                                                                    |
| 23. März 2014 | 2    | ITU Triathlon World Cup                      | New Plymouth   | 00:57:38    | Zweite hinter der US-Amerikanerin Katie Zaferes                                          |
| 6. Juli 2013  | 4    | ITU World Championship Series 2013           | Kitzbühel      | 01:04:41    |                                                                                          |
| 4. Aug. 2012  | 6    | Olympische Sommerspiele 2012                 | London         | 02:00:36    |                                                                                          |
| 23. Juni 2012 | 3    | ITU Triathlon World Championship Series 2012 | Kitzbühel      | 02:05:43    |                                                                                          |
| 14. Apr. 2012 | 3    | ITU Triathlon World Championship Series 2012 | Sydney         | 02:01:45    | Dritte beim Auftaktrennen                                                                |
| 20. Aug. 2011 | 3    | ITU Sprint Triathlon World Championship      | Lausanne       | 00:52:27    | Triathlon-Weltmeisterschaft auf der Sprintdistanz                                        |
| 13. März 2010 | 1    | OTU Triathlon Oceania Championships          | Wellington     |             | Ozeanische Triathlon-Meisterin                                                           |
| 31. Mai 2009  | 1    | ITU World Championship Series 2009           | Madrid         |             |                                                                                          |
| 18. Aug. 2008 | 8    | Olympische Sommerspiele 2008                 | Changping      | 02:00:45,99 |                                                                                          |
| 9. März 2008  | 4    | OTU Triathlon Oceania Championships          | Wellington     |             |                                                                                          |
| 4. März 2007  | 4    | OTU Triathlon Oceania Championships          | Geelong        |             |                                                                                          |
| 3. Sep. 2006  | 10   | ITU Triathlon World Championships            | Lausanne       |             |                                                                                          |
| 18. März 2006 | 3    | Commonwealth Games                           | Melbourne      |             | Dritte über die olympische Distanz (1,5 km Schwimmen, 40 km Radfahren und 10 km Laufen). |
| 11. Sep. 2005 | 1    | ITU Triathlon World Championship U23         | Gamagori       |             | U23-Weltmeisterin                                                                        |

| Datum/Jahr    | Rang | Wettbewerb             | Austragungsort | Zeit     | Bemerkung                              |
| ------------- | ---- | ---------------------- | -------------- | -------- | -------------------------------------- |
| 22. März 2009 | 2    | Ironman 70.3 Singapore | Singapur       | 04:30:24 | Zweite hinter der Britin Jodie Swallow |

| Datum/Jahr    | Rang | Wettbewerb                                      | Austragungsort | Zeit     | Bemerkung                                                                                               |
| ------------- | ---- | ----------------------------------------------- | -------------- | -------- | --- |
| 21. Sep. 2014 | 3    | ITU Long Distance Triathlon World Championships | Weihai         | 05:54:29 | Triathlon-Weltmeisterschaft auf der Langdistanz trotz Schlüsselbeinfraktur auf dem dritten Rang beendet |

| Datum/Jahr   | Rang | Wettbewerb                 | Austragungsort | Distanz      | Zeit     | Bemerkung |
| ------------ | ---- | -------------------------- | -------------- | ------------ | -------- | --------- |
| 4. Juni 2017 | 1    | Christchurch half marathon | Christchurch   | Halbmarathon | 01:16:22 | [ 8 ]     |

(DNF – Did Not Finish)